# Cognitor
Der cognitor war im römischen Prozessrecht, insbesondere im klassischen Formularprozess, der Prozessvertreter eines Gläubigers oder Schuldners nach Subjektwechsel. Bestellt wurde er in einem mündlichen Verfahren für den konkreten Prozess durch feierliche Erklärung des Vertretenen (dominus litis) gegenüber der Gegenpartei (coram adversario).

## Prozessvertretung, Prozessstandschaft
Es gab bestimmte schuldrechtliche Vertragsgestaltungsformen, deren Existenz im heutigen Rechtsverkehr selbstverständlich anmuten, die dem römischen Recht aber unbekannt und damit ungeläufig waren. Um vergleichbare wirtschaftliche Bedürfnisse befriedigen zu können, bedurfte es daher (teils komplizierter) Methoden der Zielerreichung. Als Rechtsfiguren unbekannt waren unter anderem die Forderungsabtretung (Zession) auf Gläubigerseite und auf Schuldnerseite die Schuldübernahme. Beide Geschäfte führen zum Parteiwechsel. Um diesen gewünschten Zweck des Austausches einer Partei vollziehen zu können, musste ein sogenannter cognitor als Prozessstandschafter (gelegentlich auch ein procurator in rem suam als Vermögensverwalter) eingesetzt werden. Das Fehlen dieser (heute bedeutsamen) vertraglichen Übertragungsgeschäfte in der römischen Rechtsordnung wird so begründet, dass die Römer jedes Recht als an seinen Träger gebunden erachteten und – zumindest in der Einzelrechtsnachfolge unter Lebenden – den Übergang auf ein anderes Subjekt als unmöglich ansahen. Es wird vermutet, dass diese Ansicht aus dem altzivilen Vermächtnis der Personalhaftung herrührt.
Um die Wirkung einer Abtretung oder einer Schuldübernahme herbeizuführen, wurde deshalb aktivdelegiert, nicht jedoch über eine Novation (Wechsel der Rechtsinhaberschaft) des zugrundeliegenden Rechtsgeschäfts, die den Untergang der alten Obligation und die Begründung der neuen, aber gleichlautenden, Obligation bewirkt hätte. Anlass für die Umgehung einer Novation war, dass es notwendig gewesen wäre, die jeweilige Gegenpartei um Einwilligung zu bitten, außerdem wären Nebenrechte aus Bürgschaft oder Pfandrecht gegebenenfalls verloren gegangen. Es wurde stattdessen die Rechtsfigur der Prozessvertretung gewählt, bei der der abtretende Gläubiger (Zedent) denjenigen, dem er das Forderungsrecht zuwenden wollte (Zessionar), zum cognitor bestellte. Der cognitor machte die Forderung daraufhin im eigenen Namen geltend (alieno nomine agere). Das Klägerbegehren in der Prozessformel (intentio) wurde dabei auf den Namen des Zedenten geschrieben, der Urteilsbefehl (condemnatio) auf den Zessionar. Die Vollstreckungsklage aus dem Urteil wiederum konnte auf den Vertretenen zurückgeleitet werden, wenn die Abtretung oder die Schuldübernahme nur Mittel zum Zweck war, sodass die Prozessinteressen gewahrt bleiben konnten. Offenbleiben muss in dem Zusammenhang, ob dazu eine honorarrechtliche Anordnung des Prätors notwendig war oder ob sich das aus ius civile ergab. Zwar bedurfte dieser prozessuale Schritt keiner Mitwirkung der Gegenpartei, Nachteile konnten gleichwohl erwachsen. Es bestand beispielsweise die Gefahr, dass der Zedent das auf ihn als Partei geschriebene Klagebegehr (iussum) widerruft oder sich anderweitig mit dem Schuldner einigt (Verzicht, Modifikation), sodass der Abtretungszweck vereitelt wäre.
Die „Prozessvertretung“ durch den cognitor wies nach heutigem Verständnis eine Doppelfunktion auf. Einerseits machte der cognitor ein „fremdes Recht in eigenem Namen“ geltend beziehungsweise verteidigte sich gegen die Behauptung „fremder Schuld“ und ist damit Prozessstandschafter. Andererseits ist er gleichzeitig Prozessvertreter, weil die Vollstreckung des ergangenen Urteils dem Hintermann und gegen den Hintermann ermöglicht wird. Hatte die Prozessführung allein Auswirkung auf den Prozessführer (nicht den Hintermann), lag reine Prozessstandschaft vor.

## Fall der Zulassung aktiver und passiver Prozessvertretung
Otto Lenel konnte einen Titel (VIII) des prätorischen Edikts De cognitoribus et procuratoribus et defensoribus (teilweise unsicher) rekonstruieren und gab damit Einblick in normative Grundlagen zum Begriff des cognitors. Die zugrundeliegende Kompilationshandschrift der Fragmenta Vaticana (Frg. Vat. 322/323) enthält jeweils eine Regelung für die aktive und die passive Zulassung zur Vertretung durch einen cognitor. Auf Schuldnerseite (passiv) ausgeschlossen war laut den Ausführungen, wer der Infamie unterfiel. Auf Gläubigerseite (aktiv) ausgeschlossen war, wem die Postulationsfähigkeit fehlte, Beispiele sind für Frauen und Soldaten genannt. Allein für die Klägerseite geltend, konnte der dominus die in verschiedenen Fällen mit „mangels Fähigkeit“ versehene Klageformel durch seine Zustimmung noch heilen.
In den Tabulae Herculanenses (TH) und Tabulae Pompeianae Sulpiciorum (TPSulp.) finden sich urkundliche Belege für den cognitor.